# Francesca Martín i Vigil
Francesca Martín i Vigil (València, 2 d'abril de 1947 - Barcelona, 2002) fou una pedagoga i una política catalana d'origen valencià, senadora per la VI Legislatura i diputada al Congrés dels Diputats per la VII Legislatura.

## Biografia
Va començar a treballar en una escola de Canovelles, però de seguida es va integrar en la Cooperativa d'Ensenyança Sant Esteve de Granollers (ara Escola Salvador Espriu), i fou membre de la direcció del PSC-PSOE. Després de les eleccions municipals espanyoles de 1987 fou nomenada tinent d'alcalde de l'Àrea de Serveis Personals i regidora d'Educació de l'ajuntament de Granollers fins a 1995. Entre 1990 i 2000 va ocupar la Secretaria de la Dona del PSC i va estar al front del Lobby Europeu de Dones Catalanes. En 1992 fou assessora de la presidència de la Diputació de Barcelona.
Fou escollida senadora per la província de Barcelona les eleccions generals espanyoles de 1996. De 1996 a 2000 fou vicepresidenta segona de la Comissió d'Afers Iberoamericans del Senat d'Espanya.
Fou escollida diputada a les eleccions generals espanyoles de 2000 i va estar vicepresidenta segona de la Comissió de Cooperació Internacional per al Desenvolupament (2000-2002). Va morir després d'una llarga malaltia.